# New Berlin, Wisconsin
New Berlin är en stad i Waukesha County, Wisconsin, USA. Antal invånare är cirka 40 400 (2020). New Berlin ligger cirka 15 km väster om Milwaukee.